# Люкке, Анна
Анна Люкке (дат. Anne Lykke, 30 апреля 1595—1641) — датская дворянка, любовница кронпринца Кристиана Датского.

## Биография
Анна Люкке родилась в богатой дворянской семье. Её отцом был член риксрода Хенрик Люкке (1555—1611), мать — Карен Франсдаттер Баннер (1559—1616). Она родилась в замке Вордингборге, где её отец был шерифом. У неё было два старших брата и один младший.
В 1615 г. Анна была выдана замуж за дворянина Кая Ранцау (1591—1623) и в 1616 г. в Копенгагенском замке, где её муж был шерифом, родила дочь Софи (1616—1635). В 1621 году Ранцау был назначен генеральным комиссаром датских войск в Гольштейне — в Европе шла Тридцатилетняя война, в которую через несколько лет будет вовлечена и Дания. Кай Ранцау умер в 1623 г., оставив Анну вдовой в 27 лет. Унаследовав большое состояние, Анна стала очень богатой женщиной.
Дания вступила в Тридцатилетнюю войну в 1625 г., и во главе датской армии встал сам король Кристиан IV, оставив сына, кронпринца Кристиана Датского, во главе государства. В 1526 г. Анна стала любовницей кронпринца. Король, обеспокоенный влиянием любовницы на сына, счёл, что она мешает кронпринцу править государством, повелел арестовать Анну. Её схватили в замке Нюборг и отправили в заключение в Бохусскую крепость. Из-за этого инцидента возник конфликт между королём и дворянским государственным советом: Кристиан нарушил хартию, по которой он не мог поместить дворянку под стражу без суда и следствия. Кристиан выдвинул условия освобождения Анны Люкке: она должна оставаться в своём имении и быть разлученной с дочерью. Анна отклонила это предложение, и тогда король обвинил её в том, что она наняла ведьму Ламме Хейне, чтобы она колдовала ему во вред. Но запланированный на 1627 г. судебный процесс пришлось отменить из-за вторжения имперских войск Иоганна Тилли и Валленштейна в Данию.
В 1628 г. Анна Люкке была освобождена из заключения при условии, что она останется в своём имении.
В 1629 г. Анна снова вышла замуж за богатого дворянина Кнуда Ульфельдта (1600—1646), сына дипломата и канцлера Якоба Ульфельдта.